# Дон Мари
Дон Мари Псалтис (англ. Dawn Marie Psaltis, родилась 3 ноября 1970) — бывшая американская  женщина-рестлер и валет. Выступала в Extreme Championship Wrestling (ECW) и WWE на бренде SmackDown! под именем Дон Мари (англ. Dawn Marie).
До начала рестлерской карьеры занималась вопросами недвижимости. Ей предлагали карьеру модели или актрисы, однако она отказалась и предпочла рестлинг. Начала заниматься как независимый участник после встречи с профессиональным тренером-промоутером. Подписала контракт с Extreme Championship Wrestling, где проработала предварительно три недели. Являлась представителем команд Impact Players и Simon and Swinger до банкротства ECW в 2001. Позднее стала членом WWE и там вышла замуж за Ала Уилсона, отца её противницы Торри Уилсон. Покинула WWE в 2005 году после заявления о своей беременности, что привело к суду против её бывшего работодателя.

## Ранние годы
Псалтис воспитывалась отцом-зоологом, вместе они проводили время в походах и на охоте. В юности она стала фанаткой WWF (World Wrestling Federation), симпатизируя таким рестлерам, как Бобу Бэкланду, Джимми Снука и Родди Пайперу. Псалтис обучалась в Нью-Йоркской школе бизнеса имени Леонарда Штерна (англ. New York University Stern School of Business), окончив её в возрасте 22 лет. Позднее она устроилась в юридическую компанию по вопросам недвижимости в Манхэттене, став директором отдела по международному сотрудничеству. После встречи со своим бывшим парнем, который любил играть в американский футбол и даже подписал карьеру с командой «Чикаго Бэрз», решила посвятить свою жизнь развлекательным мероприятиям. Покинув фирму, она отправилась по пути индустрии развлечений с целью стать актрисой или фотомоделью.
Первоначально позировала для постеров с Джонатаном Голдом, профессиональным тренером по рестлингу и агентом. В шутку она заявила ему, что желала бы стать женщиной-рестлером, однако Голд отнёсся к её словам со всей серьёзностью и вскоре сообщил ей, что она должна выступить на шоу в Нью-Джерси. С некоторым ощущением трепета Псалтис отправилась на шоу, представляя рестлера Тони Атласа перед поединком против Джимми Снака. В январе 1995 года состоялся её профессиональный дебют. Она встретила своего будущего супруга Саймона Даймонда на одном из независимых рестлерских поединков. Также она встречалась с Бадди Ланделлом и Девоном Стормом, которые стали её тренерами. Провела четыре года на северо-востоке США, выступая на независимых рестлерских мероприятиях, однако также появлялась на чемпионате Мэрилэнда (англ. Maryland Championship Wrestling) и чемпионате средневосточных штатов (англ. Mid-Eastern Wrestling Federation).

## Карьера рестлера

### Extreme Championship Wrestling (1998—2001)
В 1998 году Псалтис узнала, что промоутер из Extreme Championship Wrestling Ба-Ба Рэй Дадли заинтересован в появлении Дон Мари на ECW. Она согласилась и отправилась на шоу в Филадельфию, где промоутер Пол Хейман рассказл ей, что хотел бы предложить ей участие в нескольких шоу под руководством Лэнса Сторма. Дебют её состоялся 28 августа 1998 как представительницы Сторма против Тамми Ситч, представительницы Криса Кандидо. Хотя она должна была проработать всего три недели, Хейман был впечатлён её выступлением и предложил ей контракт, который она приняла. Для своей героини на ринге Псалтис придумала даже такой факт: её героиня была влюблена в Сторма.
Сторм и Псалтис встречались на ринге в течение нескольких месяцев против Кандидо и Ситч, из-за чего Псалтис получила имя «Тамми Линн Бич», чтобы ещё больше запугать Ситч. Позднее она использовала имя «Дон Мари Бич», сокращённое позднее просто до «Дон Мари». Позднее, когда Сторм летом 1999 года создал команду Impact Players с Джастином Кредиблом, Псалтис была руководительницей их команды и помогла им выиграть Командный чемпионат ECW дважды. Работала со Стормом до его ухода из ECW в мае 2000 года. Псалтис получила предложение от WCW, но осталась в ECW ради своего жениха Саймона Даймонда. Тогда до окончания срока действия её контракта оставалось 2 года.
После ухода Сторма Псалтис стала телекомментатором трансляций ECW на телеканале TNN. 3 декабря 2000 на соревновании «Massacre on 34th Street» она объявила, что станет менеджером победителя матча открытия между Саймоном Даймондом и Джонни Суингером с одной стороны и Кристианом Йорком и Джоуи Мэттьюсом с другой. Хотя Йорк и Мэттьюс одержали победу, Псалтис предпочла присоединиться к команде Даймонда и Суингера, с которыми она работала до банкротства ECW в апреле 2011.

### После банкротства ECW
После банкротства ECW Псалтис вернулась к независимой деятельности, сотрудничая с Даймондом. Даймонд выступил совместно с Суингером в недолго существовавшей федерации рестлинга «X Wrestling Federation» в ноябре 2001 года. Во время сотрудничества она начала заниматься на тренировках под руководством Даймонда и Мики Уипврека. Параллельно в 2001 году Псалтис начала работать на бирже, а в 2002 году приняла участие в радиотрансляции поединка в рамках передачи «Piledriver Rock and Wrestling Radio Show».

### World Wrestling Entertainment (2002—2005)

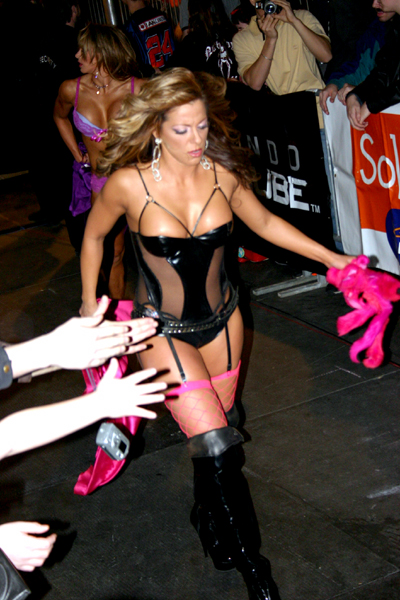
Дон Мари и Мисс Джеки

В апреле 2002 года Псалтис начала переговоры с WWF. Дебют в рамках турниров WWF состоялся 30 мая 2002 на шоу SmackDown! как помощница Винса МакМэна. Дебютировала тогда она под именем «Дон Мари Ринальди», позднее сократив свой псевдоним до «Дон Мари». Легенда её героини была такова: она враждовала со Стэйси Киблер из-за ревности к МакМаону, который продвигал в рестлинге свою дочь Стефани, подружившейся с Киблер.
Самым известным фактом легенды Псалтис стали её первые годы, когда она враждовала с Торри Уилсон из-за желания выйти замуж за её отца Ала. Позднее её чувства изменились: вместе с Торри во время трансляции поединка они даже целовали экран телекамеры. Псалтис готова была отменить свадьбу, если Торри проведёт с ней ночи в гостинице. Однако затем Дон Мари всё же вышла замуж за Ала, и свадьба состоялась прямо на одном из эпизодов шоу SmackDown!. Позднее Ал по легенде погибает от сердечного приступа после полового акта с Дон Мари во время их медового месяца. После этого между Уилсон и Псалтис снова разгорелась вражда: на шоу No Mercy в октябре 2002 Псалтис была побеждена в бою с Уилсон, а затем на турнире Royal Rumble через год снова ей проиграла в поединке, который был назван «боём мачехи и падчерицы». Вражда продолжалась примерно девять месяцев.
Второй период вражды разразился после поединка, на котором решалась судьба Уилсон (такое условие поставил Курт Энгл), где Уилсон всё же одержала победу. Псалтис начала новый период своих отношений уже с Чарли Хаасом, женихом рестлера Мисс Джеки. Это привело к поединку на шоу Armageddon-2004, который судил Хаас. Псалтис победила, но это привело к разрыву отношений с Хаасом. Последнее появление Псалтис было на шоу «One Night Stand» 2005 года, где Дон Мари представляла Лэнса Сторма в бою против Криса Джерико. 6 июля 2005 контракт с WWE был аннулирован по причине беременности Дон Мари.

### После WWE
5 ноября 2005 Псалтис (тогда, предположительно, уже беременная) появилась на турнире «Hardcore Homecoming: November Reign», независимом от WWE. В том поединке встречались Джерри Линн и Джастин Кредибл. Победу одержал Джастин после того, как его поддержали Псалтис, Джейсон Найт и Лэнс Сторм. В июне 2006 года она стала наставницей Джонни Кандидо в матче суперзвёзд. В июле 2009 года подписала контракт с компанией «Dragon Gate USA» и стала ведущей шоу.

## Другие стороны карьеры
В 1999 году снялась в фильме «Кармилла». В 2008 году в блоге Пола Хеймана «The Heyman Hustle» появился видеоролик с Дон Мари, где она гуляла по зимним улицам Нью-Йорка (на Мари были надеты только шуба и купальник под ней).

## Личная жизнь
В начале своей рестлерской карьеры Псалтис обучалась один семестр в колледже, поскольку очень любила процесс изучения и чтения литературы. Также участвовала в мастер-классах актёрского мастерства, намереваясь стать актрисой после завершения карьеры рестлера. Сейчас Дон Мари является руководительницей благотворительной организации «Wrestler’s Rescue», основанной 14 сентября 2008 года в Нью-Джерси. Организация собирает средства на лечение и операции для тяжело больных спортсменов.
Она начала встречаться с Саймоном Даймондом в октябре 1998 года, познакомившись с ним ещё два года назад. Они планировали пожениться в конце 2000 или начале 2001 года, однако так и не сделали этого, хотя и проживали вместе несколько лет. Через 7 лет пара рассталась. В июне 2005 года Псалтис встретила Мэтта, за которого вышла замуж в июне 2005 года (свадьба состоялась в Лас-Вегасе). 20 декабря 2005 года у Мари родился сын Мэттью.
В январе 2006 года Псалтис подала в суд на WWE, обвинив организацию в том, что её контракт был незаконно расторгнут по причине её беременности, а также представила доказательства морального ущерба. Конфликт был разрешён в конце 2007 года. 19 мая 2009 года у Дон Мари родилась дочь Кэти.

## Известность в рестлинге
- Завершающие приёмы
  - Corner slingshot splash[1]
  - Sitout facebuster[1]
- Фирменные приёмы
  - Atomic drop[1]
- Тренеры
  - Тони Атлас[4][5]
  - Саймон Даймонд[2]
  - Джонни Суингер[5]
  - Ланс Сторм[4]
  - Impact Players[2] (Justin Credible и Lance Storm)
  - Девон Сторм[3]
  - Бадди Ланделл][3]
  - Стив Корино[3]
  - Джонни Кандидо[1]